# Dominik Eulberg
 (juin 2009).
Dominik Eulberg est un DJ, producteur de techno minimale allemand, né en 1978 à Westerwald, Allemagne.
Ses productions de techno minimale sont souvent qualifiées d'expérimentales, avec notamment des bruitages issus de la nature (chants d'oiseaux etc.).
Dominik Eulberg est actuellement signé sur le label Traum Schallplatten.

## Enfance
Né en 1978 à Westerwald, Allemagne, Dominik Eulberg grandit à la campagne. Dominik Eulberg développera une passion pour la musique électronique, plus particulièrement la techno minimaliste de Sven Väth. Les sons mystérieux de cette dérivée de la techno de Détroit le fascinent, c'est donc à l'âge de quinze ans que Dominik achète ses premiers disques, pour la plupart de la techno expérimentale innovante, et apprend à mixer.

## Carrière
Dominik Eulberg commence sa carrière à l'âge de quinze ans, après avoir acheté du matériel de composition afin de pouvoir exercer sa créativité librement.
C'est alors qu'il commence à se produire en live.
Mais sa carrière prend un tournant décisif lorsqu'il rencontre Riley Reinhold (qui dirige les labels Traum Schallplatten, Trapez and My Best Friend).
Tout va très vite pour le jeune Dominik Eulberg, qui produit sur des labels tels que Traum Schallplatten, Raum...musik, Trapez, Sniper, Ware, Platzhirsch Schallplatten (sous le pseudonyme "Rocco Branco"), mais remixe aussi pour les labels Cocoon Recordings, Dirt Crew Recordings, Trapez, V2 Records, Skint, Groove, Four Music, Virgin Music Germany, Italic, et Plong!.
En 2004, son album "Flora And Fauna" est classé par les lecteurs des revues spécialisées Groove, Graveline, et DE:Bug dans les cinq meilleurs albums de l'année en Allemagne.
Il obtient la récompense de "Best Incomer" lors des Deutsch Dance Music Awards de 2005.
Enfin, en 2006, Dominik Eulberg est nommé lors des Deutsch Dance Music Awards dans les catégories "Meilleur producteur" et “Meilleur remix".

## Musique
Sa musique, particulièrement innovante et hypnotisante est indissociable de la nature, qui l'inspire. Plusieurs de ses morceaux, comme l'étrange et mélodique "Der purpurrote sonnenuntergang", incluent des chants d'oiseaux et bruitages issus de la nature.
Mais sa musique ne se limite pas à remixer le chant des oiseaux, ses collaborations, notamment avec Gabriel Ananda, trouvent d'autres inspirations ("Supernova" est un morceau samplé sur des sons de cathédrale).

## Discographie

### Albums
- Bionik (Cocoon (Intergroove))
- Heimische Gefilde (Traumschallplatten)
- Flora & Fauna LP (Traumschallplatten)
- Diorama (Traum) - 2011
- Mannigfaltig (!K7 Music) - 2019

### CD de mixes
- Dominik Eulberg - Kreucht & Fleucht (Mischwald)

### Singles
- Bionik (Cocoon)
- Der Buchdrucker (Traumschallplatten)
- Harzer Roller feat. Gabriel Ananda (Traum)
- Eine kleine Schmetterlings-Hommage (Traum)
- Flora & Fauna Remixe Pt.1 (André Kraml, Justin Maxwell) (Traum)
- Flora & Fauna Remixe Pt.2 (Remute, Hrdvsion, Adam Kroll) (Traum)
- Die Wildschweinsuhle (Raum...Musik)
- Potzblitz & Donnerwetter (Cocoon)
- Die Rohrdommel und der Wachtelkönig im Schachtelhalmlabyrinth (Traum)
- Rotbauchunken Remixe (Tobi Neumann, Robag Wruhme) (Traum)
- Airburst (Raum...Musik)
- Gasthof "Zum satten Bass" (Trapez ltd)
- Basstölpel (incl. Robag Wruhme Remix) (Raum...Musik)
- Tigerkralle (incl. Gabriel Ananda Remix) (Sniper)
- 3 Viertel Pfund Unendlichkeit (Trapez ltd.)
- Die Rotbauchunken vom Tegernsee (Traumschallplatten)
- Mabuse feat. Wolfgang Thums (Ware)
- Der Hecht im Karpfenteich (Traumschallplatten)
- Knock out feat. Wolfgang Thums (Ware)
- Nebelfahrt (Ware)
- Marilyn (Raum...Musik)
- Ibsy Illitron (incl. Ze Mig L., Marc Tall Remixes) (Sniper)
- Morning Maniac Music (Sniper)
- Domstone - Dancefloorkilla (Sniper)
- Dom - Pangäa (Sniper)

### Remixes
- DJ Hell - Follow you (Dominik Eulberg Remix) (Gigolo)
- Nathan Fake - Dinamo (Dominik Eulberg Remix) (Traum)
- Oliver Koletzki - Mückenschwarm (Dominik Eulberg Remix) (Cocoon)
- Shane Berry - Filteret 2 (Dominik Eulberg Remix) (Trapez)
- Pier Bucci - L'Nuit (Dominik Eulberg Remix) (Crosstown Rebels)
- Gabriel Ananda - Ihre persönliche Glücksmelodie (Dominik Eulberg Remix) (Kamarouge)
- Sweet n Candy - Tacky wake up (Dominik Eulberg Remix) (Raum...Musik)
- Steve Barnes - Cosmic Sanwich (Dominik Eulberg Remix) (MBF)
- Tiefschwarz - Issst (Dominik Eulberg Remix) (Fine)
- Einmusik - Jittery Heritage (Dominik Eulberg Remix) (Italic & Virgin)
- Le Dust Sucker - Mean Boy (Dominik Eulberg Remix) (Plong!)
- Roman Flügel - Geht's noch? (Dominik Eulberg Remix) (Cocoon)
- Dirt Crew - Largo (Dominik Eulberg Remix) (Dirt Crew Rec)
- Rone - Parade (Dominik Eulberg Remix) (InFiné)
- Ozy - Lingo (Dominik Eulberg Remix) (Trapez)
- Marc Romboy Vs Stephan Bodzin - Callisto (Dominik Eulberg Remix)
- Stephan Bodzin - Sputnik (Dominik Eulberg Remix)

### Sous le pseudonyme de Rocco Branco
- Rocco Branco - Feuchtblatt ist Trumpf! (Platzhirsch)
- Rocco Branco - Blattschuss EP (Platzhirsch)
- Rocco Branco - Kapital Remixe (Misc., Einmusik) (Platzhirsch)